# Barra do Piraí (tiểu vùng)
Barra do Piraí là một tiểu vùng thuộc bang Rio de Janeiro, Brasil. Tiều vùng này có diện tích 3299 km², dân số năm 2007 là 183619 người.